# Diaea giltayi
Diaea giltayi es una especie de araña cangrejo del género Diaea, familia Thomisidae. Fue descrita científicamente por Roewer en 1938.

## Distribución
Esta especie se encuentra en Nueva Guinea.